# Ngerulmud
Ngerulmud je sedež uprave otoške države Palav v Mikroneziji in od dograditve leta 2006 uradno njena prestolnica. Stoji dober kilometer stran od obale, zahodno od vasi Melekeok, največjega naselja istoimenske dežele na otoku Babeldaob (nekateri viri kot glavno mesto obravnavajo Melekeok).
Sestavlja ga kompleks treh palač, v katerih domujejo vse tri veje oblasti, povezane so z osrednjim trgom, obdajajo pa jih parkovno urejene površine. Zgrajen je v monumentalnem neoklasicističnem slogu, po očitnem zgledu stavbe Kongresa Združenih držav Amerike (United States Capitol) in predstavlja močan kontrast podobi tropskega otoka in tudi tradicionalni arhitekturi teh krajev.

## Zgodovina
Palavska ustava, sprejeta leta 1981, ko so bili otoki še pod ameriško upravo, je določila največje naselje Koror za začasno glavno mesto in naložila vladi, naj v roku desetih let izbere kraj za novo prestolnico na otoku Babeldaob. Nekaj let kasneje so izbrali sedanjo lokacijo, kjer so lokalni veljaki podarili zemljišče, leta 1986 pa je bila podpisana pogodba za načrt s podjetjem Architects Hawaii Ltd. pod vodstvom arhitekta Joeja Farrella. Izbrali so različico, ki, podobno kot sedež ameriškega Kongresa, simbolizira grške temelje zahodne civilizacije, pa tudi tesne vezi z nekdanjimi upravitelji (Palav je v svobodni zvezi z ZDA).
Po podpisu se je pričelo obdobje politične in finančne nestabilnosti na otokih in projekt je bil začasno ustavljen. Šele več let po formalni osamosvojitvi (1994) se je pričela gradnja, ko je vlada v začetku 2000. let pridobila ugodno posojilo Tajvana v zameno za priznanje in tesnejše politične vezi. Stroški so namreč postopoma narasli na več kot 45 milijonov USD, kar je predstavljalo veliko breme za proračun države z okrog 20.000 prebivalci.
Uradne otvoritve 7. oktobra 2006 se je udeležilo 5000 ljudi, kmalu po tistem se je v kompleks preselila vlada.